# Colocasia
Pour le genre de lépidoptères, voir Colocasia (papillon).
Genre
Classification phylogénétique
Colocasia est un genre de plantes herbacées aux grandes feuilles de la famille des Araceae qui sont originaires des régions tropicales. Ses feuilles sont dites sagittées et elles sont cireuses et hydrophobes: les gouttes de pluie s'écoulent rapidement à leur surface. Parmi les Colocasia une espèce, Colocasia esculenta, est cultivée pour son tubercule. 

## Confusions possibles
Le Colocasia peut facilement être confondu avec l'Alocasia. Ce sont sont 2 genres à l'aspect assez proche et sont tous les deux appelés « oreilles d'éléphant », ce qui renforce encore la confusion.
L'Alocasia se distingue par ses feuilles brillantes qui pointent vers le haut, soutenues par un « tronc » visible. À l'inverse, le Colocasia a des feuilles mates qui pendent vers le bas et pousse en touffe sur un tubercule généralement souterrain.

## Espèces
- Colocasia antiquorum Schott
- Colocasia affinis Schott
- Colocasia esculenta (L.) Schott - Taro
- Colocasia formosana Hayata
- Colocasia konishii Hayata
- Colocasia kotoensis Hayata
- Colocasia tonoimo Nakai